# Субстанция нигра
Субстанция нигра (Substantia nigra, лат. „Черно вещество“), структура в главния мозък, съдържаща допаминергични неврони. В някои номенклатури се причислява към базалните ганглии.

## Наименование
Поради високото съдържание на пигмента меланин субстанция нигра се отличава от останалата невронална тъкан по тъмния си цвят (оттам и името).

## Допамин
В субстанция нигра са разположени невроните, произвеждащи катехоламина допамин. Тяхната дегенерация е свързана с появата на допаминова недостатъчност и дисфункция на базалните ганглии, характерни за Болестта на Паркинсон.